# Guillermo el Conquistador (historieta de Gin)
Guillermo el Conquistador es una serie creada por Jorge Ginés (Gin) en 1958 para la revista "Can Can" del sello Bruguera.

## Argumento y personajes
El investigador Juan Antonio Ramírez clasifica a Guillermo entre los solterones de la Escuela Bruguera, junto a otros personajes  como Cucufato Pi (1949), Pilaropo (1956), Rigoberto Picaporte (1957), Golondrino Pérez (1957), Floripondia Piripí (1958) y Lidia (1958), caracterizados por su insatisfacción sexual. Precisando todavía más, la serie se aleja de los solterones románticos y trasnochados, como Golondrino Pérez y Floripondia Piripí, para enmarcarse entre los propios del desarrollismo, como Lidia y Rigoberto Picaporte.
Es, en sí, un pobre hombre, obsesionado por casarse con una ricachona.